# 新竹市公車52路
新竹市公車52路(新莊車站 - 市政府 - 新莊車站)，主要行駛自新竹市東區新莊里新莊車站經由新竹市建功路至新竹市政府後返回至新莊車站，為新竹主要公車路線由金牌客運營運，沿途經過新竹市主要學校及地區，部分班次繞駛國軍新竹地區醫院。起點與終點皆為新莊車站，於2010年12月1日正式通車。

## 歷史
- 2010年12月1日，正式營運。[1][2]
- 2013年10月10日，因應「102年國慶焰火綻風城」系列活動，公車下午4時30分至晚間11時將增開18班次，另外下午5時30分起，採班距時間15分鐘密集發車。[3]
- 2015年4月1日，免費公車52路營運權轉交金牌客運，使用前大都會客運鳳凰降樑車及前高雄市公車處大宇中低底盤公車。[4]
- 2015年9月7日，新增7班次及增加52路支(繞駛國軍新竹地區醫院)。[5][6][7][8]
- 2018年1月25日，改成刷卡免費。[9]
- 2020年7月15日，縮短平日離峰班距由 120 分鐘改為 80 分鐘一班，假日尖峰班距由 30 分鐘改為 15 分鐘一班，但平日及假日的末班車時間由 21：00 提早至 20：45。[10]
- 2020年8月11日：取消刷卡免費，改成一律付費[11]

## 路線基本資料
- 新竹市公車52路 新莊車站 - 市政府行車里程數9.1公里，全程行車里程數17.3公里，行車時間約60分鐘 參見右側路線圖

- 新竹市公車52路支(繞駛國軍新竹地區醫院) 新莊車站 - 市政府行車里程數10公里，全程行車里程數18.2公里，行車時間約60分鐘 參見右側路線圖

- 平日尖峰 15 分鐘一班，離峰 30 - 80 分鐘一班。
- 假日尖峰 15 - 30 分鐘一班，離峰 60 - 120 分鐘一班。

### 收費
全票15元，半票8元。

### 時刻表
請至金牌客運官網 （页面存档备份，存于）查詢。

## 外部連結
- 金牌客運-新竹市公車52路資訊 （页面存档备份，存于）
- 網路百科(中文世界大典)-新竹市公車52路 （页面存档备份，存于）